# Externalizare (economie)
În economie externalizarea, denumită și outsourcing, definește delegarea unor sarcini productive, obiective, secțiuni de afaceri nestrategice (neesențiale) către segmente organizaționale aparținând unor entități externe, care oferă un raport preț-calitate mai bun sau dețin expertiză (produc mai bine) în domenii specializate. Nu este vorba de relații de parteneriat între doi egali ci mai degrabă de o subcontractare către furnizori externi a unor activități secundare din cadrul unei firme (întreprinderi). Termenul outsourcing este o sinteză a expresiei engleze outside-resource-using, liber tradusă: utilizare de resursă (resurse) externă (din afară). Externalizarea poate cuprinde un spectru larg de activități, de la procese operaționale (de exemplu producție de subansamble) și până la funcțiuni ale firmei.
Piața de outsourcing s-a extins în special pentru servicii de IT, contabilitate și salarizare.
În anul 2005, piața mondială de outsourcing era estimată la 30-40 de miliarde de euro anual.

## Afaceri tip proiect vs.outsourcing
Derularea afacerilor de tip proiect este dependentă de situația conjuncturală, pe când externalizarea poate asigura încasări pe termen lung. Din acest motiv, este recomandabil ca firmele de IT să dispună de ambele tipuri de afaceri. Contractarea de proiecte a cunoscut o creștere de circa 5% în 2006. Se așteaptă însă creșteri puternice și în domeniul externalizării, câteva exemple în acest sens fiind, externalizarea serviciilor de desktop și rețea a gigantului Allianz sau mult așteptatul proiect Herkules al armatei federale germane.
Comenzile de externalizare mari se lasă încă așteptate, ba mai mult se previzionează efectuarea unui outsourcing selectiv pe viitor, adică împărțirea unui proiect mare în mai multe proiecte de dimensiuni mai reduse.
Pe lângă aceasta contractele de outsourcing pe o perioadă de cinci ani vor trebui renegociate în cursul acestui an respectiv în anul următor. Astfel observatorul pieței de IT, TPI previzionează renegocierea a 325 de contracte în 2006/2007. Ținând cont de intenția firmelor de a-și reduce costurile, se va putea vorbi de o reducere a marjelor.
Ținându-se cont de supracapacitățile de producție se poate formula teza conform căreia branșa IT este branșa de oțel a secolului 21 (WHU Vallendar).

## Beneficii adiționale
- Soluții specializate, complete, la un nivel profesionist.
- Aplicații integrate, puternice, flexibile și sigure.
- Creșterea acurateței, productivității și eficienței.
- Eficientizarea costurilor

## Outsourcing în (spre) România
România, ca multe alte țări din Europa de Est, în principal Cehia și Bulgaria, concurează cu țări ca India și China pe piața de externalizare a proiectelor de IT din SUA, Canada și țările Uniunii Europene. Considerat un al doilea "Internet bubble", outsourcingul este o industrie cu o cifră de afaceri de aproximativ 49 miliarde USD pe an. Se poate observa o mică creștere a prețurilor din România, justificată printr-o scădere a ofertei de specialiști în IT din România. Totuși, și în aceste condiții, prețul mediu (industrial) pe oră de 18 euro ne situează în avantaj față de celelalte țări din Europa de Est și justifică statutul de destinație favorită în zonă pentru externalizări provenite în special de la firmele europene.